# У вогні
«У вогні» — другий роман трилогії американської письменниці Сюзанни Коллінз «Голодні ігри». Дія роману відбувається у майбутньому на терені сьогоднішніх Сполучених Штатів у вигаданій країні Панем і є продовженням оповіді про шістнадцятирічну Катніс Евердін, яка змушена брати участь у так званих Голодних іграх на виживання і несамохіть стає переспівницею, символом опору для повстанців у округах Панему. Книжка була опублікована видавництвом «Scholastic Press» у 2009 році. У США і Канаді продано понад 2 млн примірників, книжку перекладено на 27 мов у 40 країнах, в тому числі на українську. Роман «У вогні» отримав нагороду «Найкраща книжка року» від журналу «Publishers Weekly». Український переклад роману «У вогні» здійснило видавництво «Країна Мрій».

## Анотація
Хай як неймовірно, та в Голодних іграх Катніс Евердін і її приятель-трибут з Округу 12 Піта Мелларк дивом перемогли. Катніс нарешті повернулася додому, до родини та свого давнього друга Гейла. Проте вдома все перекинулося догори дриґом: Гейл тримається оддалік, Піта зовсім її відцурався. До всього поширюється чутка, що перемога Катніс і Піти збурила повстанський рух у Панемі. Капітолій розлючений. Капітолій вимагає реваншу. І проти кого буде спрямована його помста? Звісно, проти головної підбурювачки — Катніс Евердін! Під загрозою і її родина, і друг Гейл, і всі мешканці Округу 12. Та чи готова Катніс узяти на себе відповідальність за вогонь, який розпалила несамохіть?
Оскільки нові голодні ігри наближаються, то Піту і Катніс доводиться знову вдавати закоханих. Президент ставить пряму вимогу, переконати всіх телеглядачів, що вони справді закохані і діяли на арені заради кохання. Герої змушені оголосити про своє одруження, щоб якось заспокоїти президента. Катніс уже обдумує втечу із свого рідного округу з Гейлом, Пітою та їхніми родинами, проте в окрузі з'являються нові миротворці, які повертають давно забуті часи безумовного дотримання правил округу з фізичними покараннями аж до смерті. Початок нових ігор приносить сюрприз, Катніс і Піт змушені знову вирушити на арену, проти них цього разу переможці ігор з попередніх округів. Як же вижити проти тих хто пережив арену і не раз були наставниками інших трибутів?

## Персонажі
Імена персонажів і топоніми подаються за українським виданням роману.
- Катніс Евердін — головна героїня, сімнадцятирічна мешканка злиденного району Скиба Округу 12. Переможниця Голодних ігор. Завдяки золотій брошці, яку під час Голодних ігор носила Катніс, пташка переспівниця стає символом повстання, а сама Катніс у повсталих округах отримує прізвисько Переспівниця. Катніс удруге змушена брати участь у Голодних іграх — у так званій Червоній Чверті на честь 75-ї річниці Голодних ігор.
- Піта Мелларк — сімнадцятирічний мешканець Округу 12, другий переможець Голодних ігор від свого округу. Наречений Катніс. Під час жеребкування зголошується добровольцем, щоб стати трибутом під час Червоної Чверті замість Геймітча Абернаті.
- Геймітч Абернаті — переможець 50-х Голодних ігор, так званої Червоної Чверті, ментор Катніс і Піта.
- Гейл Готорн — дев'ятнадцятирічний найкращий друг Катніс, закоханий у неї.
- Цинна — стиліст Катніс, який готує її до Голодних ігор. На інтерв'ю до Червоної Чверті Цинна пошив Катніс сукню, яка, згорівши просто на дівчині, перетворилася на чорне з білим оперення переспівниці.
- Еффі Тринькіт — куратор Округу 12 під час Голодних ігор.
- Прим Евердін — молодша сестра Катніс.
- Президент Снігоу — президент Панему, який особисто погрожував Катніс убити всіх її рідних та близьких, якщо вона не спроможеться приборкати хвилю повстань в округах.
- Фіней Одейр — трибут з Округу 4, колишній переможець Голодних ігор. Під час Червоної Чверті двічі рятує життя Піту: коли той наскочив на силове поле і коли його ледве не поцілив списом інший трибут — Брут.
- Джоанна Мейсон — трибут з Округу 7, колишня переможниця Голодних ігор, яка виграла їх, прикинувшись слабачкою. Під час Червоної Чверті Джоанна рятує Катніс життя, вирізавши в неї з плеча маячок і відвівши від неї інших трибутів — Брута й Енобарію.
- Біпер — трибут з Округу 3, колишній переможець Голодних ігор. Саме він знищує силове поле під час Червоної Чверті.
- Вариста — трибут з Округу 3, колишня переможниця Голодних ігор. Саме Вариста здогадалася, що під час Червоної Чверті арена — це годинник.
- Енобарія — трибут з Округу 2, колишня переможниця Голодних ігор. Знаменита тим, що під час своїх Ігор перегризла іншому трибуту горлянку, а після цього нагострила собі зуби і вкрила їх золотом.

## Обкладинка
На полум'яній обкладинці роману «У вогні», що символізує вогонь повстання, зображена пташка переспівниця, яка розправляє крила — символ опору й боротьби.

## Оцінка критиків
Відомий американський письменник-фантаст, автор серії книжок про Персі Джексона, Рік Ріордан так відгукнувся про роман Сюзанни Коллінз: «…Книжка близька до ідеалу — такого я ще не читав».
Авторка всесвітньо відомої «Сутінкової саги» Стефені Маєр написала про другу книжку серії: «Роман „У вогні“ не тільки не розчарував мене, а й перевершив усі мої сподівання. Він яскравий, як і „Голодні Ігри“, проте ще більше тримає в напрузі, адже ви вже знайомі з героями, ви страждали разом із ними».

## Серія книг
- Голодні ігри (англ. The Hunger Games), 2008
- У вогні (англ. Catching Fire), 2009
- Переспівниця (англ. Mockingjay), 2010
- Балада про співочих птахів та змій (англ. The Ballad of Songbirds and Snakes), 2020 — приквел